# Megachile adelphodonta
Megachile adelphodonta är en biart som beskrevs av Cockerell 1924. Megachile adelphodonta ingår i släktet tapetserarbin, och familjen buksamlarbin. Inga underarter finns listade i Catalogue of Life.